# Biologija u 1831.
◄◄ | ◄ | 1828. | 1829. | 1830. | 1831.  | 1832. | 1833. | 1834. | ► | ►►
Arhitektura • Astronomija • Biologija • Glazba • Kazalište • Kemija • Kiparstvo • Knjige • Književnost • Kršćanstvo • Meteorologija • Medicina • Politika • Pravo • Promet • Slikarstvo • Šport • Znanost • Željeznički promet
Biologija u 1831.

## Svijet

### Otkrića
- Robert Brown otkrio i imenovao staničnu jezgru u biljaka.

## Vanjske poveznice
|  | Zajednički poslužitelj ima još gradiva o temi Biologija |